# Karaczany Francji
Karaczany Francji – ogół taksonów owadów z rzędu karaczanów (Blattodea) stwierdzonych na terenie Francji.

## Karaczanowate(Blattidae)
- Blatta orientalis Linnaeus, 1758[1] – karaczan wschodni
- Periplaneta americana (Linnaeus, 1758)[2] – przybyszka amerykańska
- Periplaneta australasiae (Fabricius, 1775)[3] – przybyszka australijska

## Prusakowate(Blattellidae)
- Blattella germanica (Linnaeus, 1767)[4] – karaczan prusak
- Ectobius corsorum Ramme, 1923 – endemit Korsyki[5]
- Ectobius eckerleini Harz, 1977[6]
- Ectobius intermedius Failla & Messina, 1981 – we Francji tylko na Korsyce[7]
- Ectobius lapponicus (Linnaeus, 1758)[8] – zadomka polna
- Ectobius lucidus (Hagenbach, 1822)[9]
- Ectobius nicaeensis (Brisout de Barneville, 1852)[10]
- Ectobius pallidus (Olivier, 1789)[11]
- Ectobius sylvestris (Poda, 1761)[12] – zadomka leśna
- Ectobius vinzi Maurel, 2012[13]
- Ectobius vittiventris (Costa, 1847)[14]
- Loboptera canariensis Chopard, 1954[15]
- Loboptera decipiens (Germar, 1817)[16]
- Phyllodromica chopardi Fernandes, 1962[17]
- Phyllodromica danflousi Maurel, 2011[18]
- Phyllodromica isolata Bohn, 1999[19]
- Phyllodromica sardea (Serville, 1839) – we Francji tylko na Korsyce[20]
- Phyllodromica subaptera (Rambur, 1838)[21]